# 橘メアリー
橘 メアリー（たちばな メアリー、1993年7月7日 - ）は、日本のAV女優。LIGHT所属。ロシア人と日本人のミックスで中国語検定1級を持つ。

## 経歴
2014年、大学3年の時に長身、巨乳の企画単体女優としてデビュー。いわゆる素人ものでデビューしており、ウィッグも被っていたためバレないだろうと思っていたが、のちに大学を首席で卒業する。学内でスピーチも担当するなど著名であったため、すぐに周囲にバレてしまった。「落ちた」と陰口を言われ、悪い偏見も回ってきたため、悔しさのあまり当時の友人関係をすべて切った。当時は踏ん切り付かないままのデビューであったこと、バレた作品がウィッグ姿と変であったことから、あいまいなままデビューしたことを後悔した。しかし1本出るのも100本出るのも同じと考え、大学卒業後1年間歯科衛生士との兼業を経たのち、「人生かけてAV女優として有名になる」との決意とともに専業女優となる。その決意の一方、AV女優としてはデビュー後約8年間くすぶり続けることとなる。
AV女優のアジア圏への海外進出プロジェクトであるAVA888に参加してアジア圏で活動。また、仮想世界「ANGELIUM」 から派生したAiVy projectに参加して日本をはじめアジア圏でも活動。
2016年1月、渋谷道頓堀劇場にてストリップ劇場デビュー。
2019年2月発売のSODクリエイト初の中国向け作品（ただし発売は日本国内のみ）「百聞不如一見!SOD都是真的、帯大家体験情色文化的最先端―日本!!改編自真実案例 影像介紹日本観光須注意事項全片中文発音 東京肉穴淫語痴女物語」に出演、同作はAV OPEN 2018企画部門にエントリー。
2018年7月30日よりギンギン♂ガールズに加入。
2019年3月21日、「SOD AWARD2019」においてSODが運営する「女子社員酒場」での接客が評価される「Best of 接客賞」に上位3位の1人として受賞。
2020年12月、10月1日から開催のオンラインクイズイベント「ゲオTV×メンズサイゾー セクシーパネルクイズ～ドアップ25～私は誰でしょう?」の動画人気投票で、「【FINGER部門】セクシーFINGER女優賞」を受賞。
2021年7月7日、東京・三軒茶屋グレープフルーツムーンでソロライブを開催。
2022年9月13、14日に東京・原宿RUIDOで行われた「ミルジェネ10周年記念LIVE Sweet Memories」に歌手として出演。2023年2月27日には、LIGHTと音楽レーベル「Milky Pop Generation」が共同開催した音楽ライブ「MOON-LIGHT伝説」に出演。
ライブアイドル活動など本業外での活動が目立っていたが、コロナ禍となりいったんイベント活動が落ち着いたこともあり、この期間で約10キロのダイエット。痩せて引き締まったこと、AV新法の影響で中堅女優の起用が多くなったことなどの要因から配信作品を中心にオファーが増える。2022年10月、希望していた朝霧浄監督作品『バイト先の人妻と不倫性交に燃え上がった日々 橘メアリー』（アリスJAPAN）が発売。売り上げランキングでも長いスパンで上位に入り、女優生活の転機となった作品としてのちのインタビューでも挙げている。以降、不倫相手や愛人役など、以前と比べて数倍の仕事量になったという。
2022年12月20日、『スカパー!アダルト放送大賞2023』新EXガールズオーディションにノミネート。
2023年3月21日、ダンスボーカルグループ「BLACK DIAMOND」を結成し、デジタルシングル「Super Duper」と「hungry spider」の2曲同時リリースでデビュー。BLACK DIAMONDではMARY名義で活動する。自身の誕生日である7月7日に、ミルキーポップジェネレーション主催「橘メアリー Birthday LIVE 2023」を東京・三軒茶屋グレープフルーツムーンにて開催。また、12月16日に東京・レフカダ新宿で開催したワンマンライブ「ギンギン♂ガールズ ～オニキスラストライブ～」をもってギンギン♂ガールズから卒業。
2024年1月1日週FANZA通販フロアランキングにて、『親戚のドスケベWおばさんと朝から晩までハメまくった夏の記録 真木今日子 橘メアリー』（椿鳳院）が初登場2位を記録。同年2月、12週FANZA通販フロアランキングにおいて、出演作『MOODYZファン感謝祭 バコバコバスツアー2024 AV男優発掘＆育成スペシャル!! AV男優を目指す素人16名とAV女優16名の1泊2日大乱交ツアー!』が初登場1位となった。また同年4月には『弟の嘘を真に受けたスレンダー巨乳な姉の暴走杭打ち騎乗位 橘メアリー』（ダスッ!）が発売され、ヒットする。
4月22週FANZA通販フロアランキングにおいて『バイト先で知り合った年上の彼女。大人の雰囲気とは真逆なデレデレ犬系彼女のすっぴん丸出しイチャラブ性交 橘メアリー』（h.m.p）が6位ランクイン。
2024年5月20日週FANZA動画フロアランキングにて、出演作『「おちんちん大きくさせてごめんね」子供だから大丈夫だろうと女湯に一緒に入った甥っ子がおっぱいだらけの状況にフル勃起！慌てた叔母さんがこっそり抜いてくれました 欲求不満の人妻ハーフ顔叔母さん Gカップ』（DANDY）が1位となる。
6月17日週FANZA動画フロアランキングにて、『「おちんちん大きくさせてごめんね」～』が再び9位に浮上した。7月22日週FANZA動画フロアランキングでは同作が6位再浮上。
2024年8月発売『月刊FANZA』同年10月号で発表された、FANZA2024年上半期女優ランキングで7位にランクインした。
2024年9月6日、倉本すみれ、美園和花、大槻ひびき、波多野結衣、吉根ゆりあ、森日向子、乙アリス、木下ひまり、月野江すいと共にFANZA / HHHグループ『トリプルハッピーキャンペーン2024』のキャンペーンガールに就任。
2025年2月17日週FANZA通販フロアランキングにて出演作『マドンナALL専属バスツアー2025 ハーレムを掴み取った男たちが極上の美女を独占!! 酒池肉林のお祭りはまだまだ続く!! 夢の大共演＆大乱交FESTIVAL!! 後編』が初登場8位となる。また3月にはBLACK DIAMOND卒業を発表。
2025年5月15日、Xにて1年後の2026年5月にAV女優を引退することを発表した。なおAV女優を引退後も音楽活動やその他メディアの仕事は引き続き行う予定。

## 人物
- 趣味はDJ[1]（DJ活動時は、「DJ MARY」名義[35][36]）。特技は中国語検定1級[37]、絶対音感[1]。本人のTwitterで、特技は膣圧コントロールとハイパー手コキ[38] と投稿している。本人のTwitterのプロフィール欄によれば、愛称は「めめたん」、ファンのことは「めめふぁむ」と記載している[39]。元歯科衛生士[40]。
- 一人っ子として育ち、2歳からピアノやフルートなど音楽系の英才教育を受け育つ[3]。特待生として高校にも進んだが、音楽で食べていくことを両親に反対され、推薦をもらっていた音楽大学をあきらめ、奨学金で大学進学した[3]。前述のように大学では歯科衛生を学び、年上の研修医とセフレとなったことで性的にサル状態となる[3]。大学3年でスカウトされ、そのままデビューした[3]。
- ギンギン♂ガールズのメンバーとして出演した番組（2018年『矢口真里の火曜The NIGHT』）の中で、新宿でスカウトされ、同時期にバイト先の上司に「俺の元カノ、AV女優になった」と言われたことでAVデビューを決めたと答えている[40]。もともと父がAV収集を趣味としており、実家には大量のVHSテープがあり近しいメディアだったことも理由としている[40]。番組MCからは疑問視する発言もあったが、両親には歯科衛生士を続けていることになっており、親バレしていないと答えている[40]。
- 前述のようにバイト時代に本社社員と交際していたことがある。その社員と同期入社の元カノが会社を辞めてAV女優になったと聞き、AV女優という職業に親近感を持ったが、その「同期入社の元カノ」とは、のちに同じギンギンガールズに在籍することになる美泉咲である[3]（前述の番組では、そこまで触れずじまいであった）。
- 小学校6年生頃に初めてワイヤー付きでサイズがCカップのブラジャーを買い、高校の頃にはGカップになっていた[41]。小学生の頃は胸が大きいのがコンプレックスだったが、今では大きくなって良かったと思っている[41]。それまでに軽くペッティングまではあったが、初体験は高校2年生の頃[41]。
- 2016年には狩野英孝との情交が『週刊実話』で報じられた[42]。その後YouTuber・ラファエルの動画に「元カノ」として出演[43]。900万再生され、その後も出演しており、AV外の層にも知名度を得た[43]。なお、元カノは動画内での設定である[43]。
- 生まれつきHSPであり、人よりも感受性が高い[44]。橘自身はハンデとは考えておらず、この特性が女優としての演技に活かされていると感じている[3]。

## 作品

### アダルトビデオ
- 素人お姫様生中出し 025 橘メアリー（5月15日、プラム）
- 「初アナルの女の子が痛がらず最高の笑顔でアナルSEXしているところが見たい!」 橘メアリー（9月25日、アマチュアインディーズ）

- 家庭教師が巨乳受験生にした事の全記録 隠撮カメラFILE 橘メアリー（9月17日、グローリークエスト）
- イジメられっ娘コスプレイヤー中出しオフ会 メアリ（12月10日、親父の個撮）

- ムッチムチ豊乳お母さんと遊びに来る近所のママ友に禁断種付け（1月8日、DIY）
- ガンギマリリターン〜MARYと焚いて喰らった喰らわせた1泊2日の完全トリップドキュメント〜 橘メアリー（3月7日、ゴールデンタイム）
- 360度1回転主観手コキ〜この素晴らしき女のカラダの全てを眺めながらシゴかれたい〜（4月15日、SEX Agent/妄想族）
- セックスが上手なDJは過剰発達のフルボディだからパリピの支持率も過剰に高め（5月13日、BALTAN）
- 気合い入ったセルフイラマ2 自ら喉奥まで突っ込む自棄的なまでのイラマチオに見る、果てしなく熾烈な求愛行動!（5月20日、SEX Agent/妄想族）
- れろれろぺろぺろ…じゅるっとぅぽーん!咥えないでイカせるのが私流 同時三点責め!キャンタマ!乳首!竿本体!ひたすらひたむきに舐め続け精子出す!（5月20日、SEX Agent/妄想族）
- ナンパJAPANネットワーク AV女優のプライベートは酒池肉林?そんな疑問から淫乱エピソードがあるらしいHカップの『橘メアリー』とコンタクトを取り本当にあった変態セックス性活を包み隠さず再現してもらいました!（8月25日、ナンパJAPAN）
- 監禁拘束ギャルアナル拷問 橘メアリー（9月1日、グローリークエスト）
- ヤリマンギャル嫁販売員 橘メアリー（9月13日、GALDQN/妄想族）
- 自宅で縛られアナルを開発された美人妻 橘メアリー（10月14日、REAL
- 多くつくりすぎちゃって…隣の人妻が差し入れに来るたび、おっぱい露出がヤバすぎる! 橘メアリー（10月20日、STAR PARADISE）
- どこまでヤレる!?地方リラクゼーションマッサージのお姉さん（10月20日、STAR PARADISE）
- 保険レディにチ○ポ露出!成約したけりゃしゃぶりなさい!（10月20日、STAR PARADISE）
- ガラスの友情 揺れ狂う天然巨乳 地獄に堕ちていく女たち（11月1日、FAプロ）
- ボンキュボンのエロマンガボディを選りすぐったグループセックス～スーパー神女体を相手に続々と飛び散る白濁液〜（11月18日、SEX Agent/妄想族）
- ゲスの極み泡パ パリピ3組目（12月16日、フルセイル）

- 椎名そらさんが呼んできたお友達と乱交（1月7日、ZUKKON/BAKKON）
- 闇金裏バイト面接!「もうどうにもなりません…。」若奥様におま○こ返済交渉!（1月20日、STAR PARADISE）
- 強制唾液天国 4 見下し唾吐き・罵倒・ベロリンチョを主観目線!（2月20日、RADIX）
- 兄貴のギャル嫁（4月13日、GALDQN/妄想族）
- ヤリたいハメたい巨乳ツマ 橘メアリー（6月7日、ゲインコーポレーション）
- 巨乳発情 橘メアリー（7月24日、虎丸フェッチ）
- ビーチで近親相姦野球拳＆王様ゲーム 2017（8月1日、ROCKET）
- T167cm足指舐められ好き美脚痴女 足裏くすぐりナマ踏みコキ 橘メアリー（8月10日、グリップAV）
- T167cm足指舐められ好き美脚痴女 足裏くすぐり&脚責め全身タイツと黒パンストフェチの宴（8月10日、グリップAV）
- 平成日本専業主婦ナマ撮り濃厚接吻フェラチオドキュメント FILE02（8月10日、F&A）
- 童貞の僕を性奴隷にしようとやってきた近所の巨乳ママ（9月7日、F&A）
- クソガキが秘密基地にデカパイ奥さんを連れ込みました!（9月7日、F&A）
- 夫に睡眠薬、夫の部下には強力勃起薬をこっそり飲ませて誘惑し何度も強制射精させる淫乱発情妻!（9月8日、MAGIC）
- 美脚レースクイーンのM男くすぐり裏キャンペーン 橘メアリー（9月13日、グリップAV）
- いつヌクの? 今でしょ! カリスマ美人塾講師の世界一受けたい変態授業（9月21日、ROCKET）
- ノーブラで僕を誘惑する隣に引っ越してきたエッチな巨乳奥さん 橘メアリー（10月5日、グローリークエスト）
- 息子なら母親の裸当ててみて! 母親＋叔母伯母オール巨乳家系SP（10月5日、ROCKET）
- お祭りで見つけた浴衣妻をナンパ! ほろ酔いママ友と4P乱交中出しちゃいました!（10月15日、ロータス）
- デリヘルで近所の人妻とまさかの遭遇!! 日頃の溜まった鬱憤を全て晴らしてやりました!!（10月19日、F&A）
- 働くお姉さんを仕事中に痴漢盗撮（10月20日、STAR PARADISE）
- 「『そんなに触ったら… おばさんここでセックスしたくなっちゃう』 無意識に胸が密着してしまい真面目な青年を痴漢師に変えてしまう迷惑巨乳女」VOL.1（12月21日、DANDY）

- 絶対に手を出してはいけない相手を夜這いしちゃった俺10 SPECIAL（1月11日、AKNR）
- 夫に相手にされない火照ったカラダを持て余した美妻たちが住むマンションの管理人になった僕!色々と理由を付けて部屋に呼び出され、見せつけられるムチムチなエロ尻に勃起のおさまらなくなったチ○ポをフル稼動させられた!（1月12日、h.m.p）
- NTR人妻アナル旅行 橘メアリー（1月15日、ロータス）
- 借金まみれの美人妻 夫に云えない肉体返済（1月20日、STAR PARADISE）
- 淫乱な母親に育てられた娘 「お母さんが、家に男のひとを連れて来るようになりました…」（1月25日、オーロラプロジェクト・アネックス）※主演は天海こころ。橘は母親役で出演。
- 隣の奥さんが無防備ポロリで誘惑してくる…（2月20日、STAR PARADISE）
- やらしい癒し。ふわふわおっぱいお姉さんの温もり感じるエッチ（3月1日、S-Cute）
- 年下大好きお姉さんの挑発課外授業（3月13日、アロマ企画）
- 性欲に素直なカラダ 快感求める艶かしい美女のたしなみ（3月13日、S-Cute）
- 新・歌舞伎町 整体治療院 79（3月16日、ゴーゴーズ）
- まるでお茶でも誘うようなノリで『ヤっていかない?』と童貞の僕に声をかけてくる近所のヤリマン若妻!!（3月21日、アイエナジー）
- 常に乳首責めエステで感じちゃった俺2（3月21日、AKNR）
- 巨乳おっぱいとムチムチT尻（3月25日、アロマ企画）
- イクときは絶対領域の太腿で（3月25日、アロマ企画）
- Gカップたわわ乳 vs 黒人巨根 & 絶倫変態プレイ! 114分3本と勝負!!（3月25日、BLACK & BLACK）
- 巨乳専門 逆7P性感エステ 泉ののか 宇多田あみ 神咲紗々 笹倉杏 橘メアリー 優梨まいな（4月1日、OPPAI）
- 太腿とパンツいっぱいにザーメンを WHOLE LOTTA SAMEN（4月13日、アロマ企画）
- 性欲が理性を支配する。スケベな体でおもてなしする美女の誘惑SEX（4月13日、S-Cute）
- 両親が出掛けている時に母のママ友が次々訪ねてきて僕のチ○ポが味わいつくされました! 母は外出中だと言っているのにエロイ格好で上がり込んできた豊満なオバサン!（5月10日、SOSORU×GARCON）
- パンティの質感・匂いも味わえる! スカートの中 超接近&超接写挑発（5月13日、アロマ企画）
- 禁じられた行為!! 夫のそばで情事にふける女たち バレるかも知れないスリルが興奮する（5月13日、ながえスタイル）
- おっぱいに溺れる。Hカップを超える美巨乳お姉さんの愛欲溢れるSEX（6月13日、S-Cute）
- 妄想アイテム究極進化シリーズ 絶対に勃起しちゃう!普通のビーチがヌーディストビーチに見えるメガネ（7月12日、ROCKET）
- 素人ナンパ爆乳スペルマワゴンが行く!!（7月12日、ROCKET）
- 不道徳! 義父と嫁 〜誰にも言えない義父と私の許されない関係〜（7月13日、ながえスタイル）
- 加入するフリして保険セールスレディに迫れば、契約欲しさに1発ヤラしてくれる!? 保険レディ20名パート2 240分（7月20日、STAR PARADISE）
- バイブヘッドシャーク水中アクメ（8月1日、ROCKET）
- 接吻乳首責めレズビアン 〜在宅エステティシャンの卑猥なレズキスニップル調教〜 橘メアリー 水野朝陽（8月1日、Fitch）
- GIRL’S CH presents 最高に気持ちのいいアダルトグッズの使い方（8月9日、GIRL'S CH）※女性向け作品
- マイクロビキニでドキッ!巨乳20人!水泳大会2018（8月9日、ROCKET）
- 巨乳20人!水泳大会の裏側でド痴女エロドッキリ大作戦（8月23日、ROCKET）
- 寝取られ性癖夫の願望 イカされる妻をのぞき見る!（8月25日、ながえスタイル）
- 女子校生 ブルマ履いたままおもらしオナニー（8月25日、デジタルアーク）
- 生まれて初めての人妻風俗面接3（9月6日、アイエナジー）
- 久しぶりに家へ遊びに来たソソる幼馴染の巨乳に目を奪われ… 思わず勃起!! 我慢できず巨乳をこねくり回したら逆にチ○ポをこねくり回され悶絶合体!!（9月20日、SOSORU×GARCON）
- 速攻ナンパ!! 美人さんのなら見てみたい!? 蒸れ蒸れ下着のその中身、見せて下さいお姉さん!!（9月20日、STAR PARADISE）
- 町内会のお祭りの帰りに浴衣のまま我が家に集まった近所の美人な奥様たち。ほろ酔いではだけた姿にビンビンになった勃起チ○ポがバレてしまい、愛妻の目が届かないスキに次々と身体の火照りを解消されてしまった! 綾瀬みなみ 橘メアリー 花咲ひらり 雅さら 前田あこ（10月5日、h.m.p）
- 恵比寿で見つけた美人すぎる人妻に、18cmメガチ○ポを素股してもらったらこんなヤラしい事になりました。2（10月11日、アイエナジー）
- ヒロイン完勝 美少女戦士セーラーウェヌス 前編（10月12日、GIGA）
- SUPERパックリまんこアップ4時間SP vol.9（10月19日、サルトル映像出版）
- 夫の知らぬ間!! 応募シロウト人妻 ※勝手にAV発売!!! 背徳人妻たちの願望 4（10月26日、MAD）
- エロい事ばっか考えてたらエロマンガみたいなカラダになってしまった（11月16日、SEX Agent/妄想族）
- 野外露出緊縛 橘メアリー（11月19日、バミューダ/妄想族）
- デカ尻三十路のエロすぎる女子社員がタイトスカートに尻が入らず困っているところに遭遇! 「エラいところを見てしまった…」と隠れるものの既に遅し、バッチリ見つかり叱られるかと思いきや「ちょっと、手伝ってくれない…?」とスカート履くのを手伝わされることに。（11月22日、SOSORU×GARCON）
- 『女湯入ってますよ?』石和温泉で素人男性が男湯だと思ってお風呂に入ろうとしたら女湯だった!AV撮影じゃないところで女優さんたちとSEXしちゃうのかガチドッキリモニタリング!!（12月6日、SODクリエイト）
- ヒロイン陵辱Vol.112 ワンダーレディー（12月14日、GIGA）
- まさかこの人が絶品手コキテクニシャン!? トルネード手コキで悶絶射精!（12月20日、AKNR）

- 童貞さんいらっしゃい! 経験人数3桁越え!? ヤリマンギャルチャレンジ・ザ・ミッション! 寸止めプレイ & 逆レイプ！恥じらい赤面素股プレイ中にぐちょぐちょマ●コにヌルッと挿入筆下ろし（1月11日、S級素人）
- ヤンキー娘が水着に着替えて参戦! ヌルヌル泡泡ソープ体験（1月24日、アイエナジー）
- 百聞不如一見!SOD都是真的、帯大家体験情色文化的最先端―日本!改編自真実案例 影像介紹日本観光須注意事項全片中文発音 東京肉穴淫語痴女物語（2月1日、SODクリエイト） ※「AV OPEN 2018」企画部門エントリー作品。
- 100万×中出し 女が欲しいのは愛かお金か中出しか!!?AV女優37人の新感覚中出しサバイバル!!（2月1日、本中）※「AV OPEN 2018」企画部門エントリー作品。
- 寝ているヤンキー娘にイタズラしていたら逆に生ハメを求められて、もう発射しそうなのにカニばさみでロックされて逃げられずそのまま中出し!（2月7日、アイエナジー）
- 妄想狂室 現実と妄想の2画面ギャップ変態クロスオーバー学園（2月21日、ROCKET）
- 女幹部ポイズリー 最強非変身ヒーロー ドミネーション&陵辱（2月22日、GIGA）
- 生保レディの枕営業術 Vol.001（2月22日、BAZOOKA）
- HYPER HIGHLEG QUEEN 噂の秘ハイレグキャンギャル撮影会 2 橘メアリー 音羽美玲 白鳥いづみ 谷白うた 藍色りりか（3月7日、デジタルアーク）
- 【二人三脚鬼ごっこ!】 鬼から制限時間逃げ切れたら100万円! 声を我慢して課題をクリアせよ! もし捕まったら愛する彼氏の目の前で廻され5人の鬼から中出し!（3月7日、SODクリエイト）
- アメコミヒロイン VS 絶倫怪人衆vol.1 Target:ワンダーレディー（3月8日、GIGA）
- ある日ウチにやって来た訪問販売の営業レディーが、はちきれんばかりの巨乳をあからさまに見せつけてくるので、思わずガン見。本人も当然ソレを武器に契約を取りに来ているので、あとはもう、されるがままに…（3月8日、BAZOOKA）
- イケメン素人男子AVDEBUT（3月8日、GIRL’S CH）※女性向け作品
- 高級オイルエステ 人妻拘束M絶頂レズ（3月15日、ピーターズ）
- 可愛い美女たちの突発乳首責め!乳首が敏感だと知ったとたん微笑みながらチクベロ行為!（3月21日、AKNR）
- M男に告ぐ!S女の妄想淫語オナニー（4月1日、OFFICE K’S）
- 考察妄想倶楽部 隠れて濡れマン下心（4月1日、OFFICE K’S）
- 顔面舐め手コキ（4月1日、OFFICE K’S）
- 常に性交人妻ハーレムエステ 橘メアリー 天月叶菜 蒼あん 麻希ねい（4月11日、アイエナジー）
- 【自宅密会】 車庫不倫する俺の嫁（4月11日、AKNR）
- 家に遊びに来た娘の友達は全員爆乳!! その胸元から視線を逸らせずにいると… 気付かれてしまい大失態!のはずが…その爆乳やお尻を見せつけてきた!! 娘の友達は超おじさん好き!? 娘の目を盗んで迫られてしまいソソられたギンギンの勃起チ○ポを何度も挿れられてしまいた!!（4月11日、SOSORU×GARCON）
- 弟の童貞チ○ポ『生ハメ』で、絶頂しまくる敏感姉マ○コに。ゴムハメでは無反応だったが、生ハメされて感度急上昇!連続潮吹きするほどイキまくっている姉に近親中出し!（5月17日、DOC）
- 第4回 覆面剥ぎレズバトル 長身アスリート女優対決編（5月23日、ROCKET）
- 夫婦交換! 薄カベ一枚! 隣から聞こえてくる卑猥な音に疑心暗鬼! 火が点きW不倫（5月23日、SODクリエイト）
- ケバヅラド助平痴女 橘メアリー（6月1日、OFFICE K’S）
- 舐め痴女ハーレム 下半身トリプル3点責め（6月7日、犬/妄想族）
- 素人娘の全裸図鑑 6  今時の女の子12名が恥らいながら脱衣していく様子をじっくり撮影した、変態紳士のためのヘアヌードコレクション（6月19日、かぐや姫Pt/妄想族）
- 満員バスで人妻のボインが思春期学生の体に密着! 即反応する元気チ○ポで奥さんの性欲に火がつき思わず握りしめ、他の乗客がいるのに車内でズッポリ挿入させられちゃった!（7月25日、SWITCH）
- 100万×中出し 完全版 AV女優37人のガチンコ中出しサバイバルの裏側全部見せます!!（8月25日、本中）
- 温泉に来た巨乳女子を強制混浴!逃げられない水面下で身体をまさぐられ続け人前で感じてしまうムッツリ女子を×××（10月10日、AKNR）
- レズ絶対NG巨乳Jcup佐知子 × Hcup凄テクお姉さん橘メアリー 初レズ完全ドキュメント（10月19日、レズれ!）
- NEWガチンコ全裸レズバトル2（10月24日、ROCKET）
- 自画撮り 屋外エロス覚醒 性欲が尽き果てるまで怒涛イキオナニー（11月15日、プリモ）
- 縛り拷問 奴隷市場の宴 其ノ五（11月19日、バミューダ/妄想族）
- エゲツナイほどセクシーな営業女子が俺一人しかいない部屋に訪ねて来た! そのあまりのエロさに気を許してしまい、ついつい部屋に入れてしまったら… 俺の下心が見抜かれたのか商品説明も適当にエロアタックの嵐!! パンツを見せながら寄りかかり息が掛かるほど顔を近づけて欲求不満をアピール! 思わずソソられ俺がモッコリしたのを良いことにズボンの上から握り締めてきた!? こうなったらヤケクソで! 死ぬほどヤッテヤッテやりまくりました!!（11月21日、SOSORU×GARCON）
- アクメ拷問 地獄の薔薇（12月1日、九龍）
- SOD女子社員 ぜつりんバスツアー SODファン大感謝祭記念! 社内特別選抜! 総勢16名の女子社員がユーザー様と1泊2日でヤリまくり!（12月12日、SODクリエイト）
- 義父に手篭めにされた嫁 夫に言えない7人組の禁断セックス（12月13日、ながえスタイル）
- 令嬢股縄調教（12月19日、バミューダ/妄想族）
- 年忘れだよ!年末スペシャル 勉強仕事に疲れてウトウトしているととっても身近で信頼していたアノ女（ひと）が突然Hな悪戯!嫌がるどころかストップ（12月19日、レズれ!）
- えっちな女子校生の淫語かたりかけぐちゅぐちゅ連続絶頂ブルマオナニー 3（12月26日、アイエナジー）
- おっぱい好きのあなたがフルボッキでシコシコ出来る!美少女達のムッチリおっぱい挑発コレクション（12月27日、おかず。）

- タッグマッチ レズプロレス2（1月9日、ROCKET）
- 熟女連れ込み! 他人棒と遊ぶ人妻 盗撮ドキュメントのすべて 10 ～爆乳・高身長熟女と清楚系熟女に中出し編～ 里美さん・Hカップ・39歳・日焼け・身長170cm 遥さん・Eカップ・37歳・清楚系（1月13日、熟女プライベート/熟女卍）
- チ○ポにまたがるイキ狂いピストン杭打ちディルドオナニー（1月15日、プリモ）
- 風俗体験アルバイト 極小ビキニで乳首ビンビン勃起チ○ポに興味津々 ハレンチ水着とローションで素人お姉さん赤面のソープ体験で素股チャレンジ中にアクシデント挿入 「ちょっ、入ってるってば～」なんて無視してノースキン本番SEXで精子注入!!（1月17日、S級素人）
- もっこりマン筋パンチラ&ぷるっぷるの太腿（1月31日、おかず。）
- 自宅にマッサージを呼んだら露出の多い色っぽい人妻でソソられる! 嬉しくて話が弾み、興奮してパンツが弾けるぐらいビンビンにさせていると… 旦那がエッチしてくれないし愛撫もしてくれ無いと愚痴をこぼしてくる! 僕だったら奥さんのマ○コを溶けるほど舐めますよと話を会わせていたら… 何と舐めて舐めてと予想外に積極的! 今更断れないので頑張って愛撫すると「ハメてマ○コにハメて!」とおねだり!! 騎乗位でチ○ポをもげるほどグリグリされて、ちぎれそうになるくらい犯された僕のチ○ポ!!（2月6日、SOSORU×GARCON）
- 隣の奥さんからのおすそわけ（3月1日、熟女大学）
- 彼氏とケンカして部屋着のまま家を追い出された隣の綺麗なお姉さん「寒いから中で待ってなよ」と言って、俺の家に入ってもらったのだが、隙だらけの薄着に理性がぶっ飛んでしまい…（3月13日、SCOOP）
- お高くとまっているガールズバー店員に強制電マサンドイッチ!（3月19日、お夜食カンパニー）
- マッスルビューティー3 橘メアリー（4月9日、ROCKET）
- 透けている乳首を全く気にしない巨乳女性だらけのシェアハウスに男はボク1人! 義姉が住む女性専用シェアハウスにこっそり三日間泊めてもらったら他の女性たちにバレた! ピンチすぎる状況だけどなんとか住まわせてもらうことに。しかし、無警戒のノーブラ女性だらけで、しかも巨乳! 右を見ても左を見ても透け乳首だらけでチ○ポはギンギンに! それがバレてしまい…。（4月19日、Hunter）
- 『ねぇ～私たち気持ちいい??』 酔っ払った女上司二人は性欲モンスター! 酔っ払って終電を逃した女上司二人と宅飲みしてたらまさかの神展開!! 女上司二人に神尻W杭打ちピストン騎乗位されて何度も何度も朝まで中出し!（5月7日、Hunter）
- 迫力の肉感!猥褻ボディーと巨乳フェロモン（5月29日、[おかず。）
- 母子交尾 【東白河路】 橘メアリー（6月7日、RUBY）
- お色気P●A会長&悩殺女教師と悪ガキ生徒会 森沢かな/橘メアリー（6月11日、グローリークエスト）
- 素人美女5名が賞金GETのためにえっちな精液採取ゲームに挑戦して、必死にチ〇ポを弄りまくって大量ザーメン!（6月11日、SODクリエイト）
- 白昼のレズ幻想!!爆乳肉欲獣 橘メアリー 愛乃零（6月13日、U&K）
- 世界遺産級 エロエロ美脚コキ!! 連れ込まれたさきで魅せてくれる至極のマニアックプレイ!（6月19日、ブラックドッグ/妄想族）
- （素人）ハーフ美女お姉さん26歳 タクシー代出すんで… 相乗りさせてくれませんか?  ※心の声（家までついて行って生中出しSEXさせて!!）検証動画（7月25日、ナンパJAPAN）
- 野外露出 青姦SEX（8月7日、九龍）
- おま○この形がクッキリ!ワレメに食い込むマンスジパンチラ（8月28日、おかず。）
- おやちん代わりに揉みまくられて… 橘メアリー（9月1日、熟女大学）
- 橘メアリーの温泉旅館ジャック 逆ナンパ・男風呂潜入・夜這い（9月19日、RUBY）
- 立ったまま濃厚キスして垂れる涎でチ○ポをヌメらせる至高の手コキ（10月1日、グローリークエスト
- 北関東方面への一泊二日の地方出張で会社の経費削減の一環でツインの相部屋で現地泊する事になってしまった女上司と絶倫部下 橘メアリー（10月7日、JET映像）
- 耳の中にねっとり舌を這わせられながら亀頭の割れ目をまったりしゃぶられ続ける究極の3P焦らされ性感（11月7日、アロマ企画）
- 首四の字固めされて勃起する男たち（11月7日、アロマ企画）
- リンガム(睾丸)回春Plus亀頭マッサージ（11月25日、アロマ企画）
- 杭打ちピストン騎乗位 5（12月25日、アロマ企画）

- 家族ドライブ中の人妻さんを公園の便所に連れ込んでヤる!! 4 トイレNTR（1月7日、JET映像）
- ウチの妻とヤッたんだからお前の嫁を犯ってもいいよな? 謝罪する旦那の目の前で見せつけ寝取り（2月12日、SCOOP）
- カシュクールニットワンピ挑発（2月13日、アロマ企画）
- 会社の非常階段で妻と同僚がヤっていた!!（3月7日、JET映像）
- 街でナンパした初対面の巨乳人妻と奥手男子がパンティ素股体験! 奥さんの恥じらいパンチラを見てフル勃起したチ●ポでパンツ越しに擦り合った2人は生ハメ中出ししてしまうのかっ!?（3月13日、はじめ企画）
- 下宿中の童貞学生に仕方無く揉ませてあげた優しい優しい巨乳主婦 橘メアリー（4月1日、熟女大学/熟女卍）
- 野外緊縛調教（4月1日、バミューダ）
- 下宿中の童貞学生に仕方無く揉ませてあげた優しい優しい巨乳主婦 橘メアリー（4月1日、熟女大学）
- ウルトラ絶倫ムラムラGカップ痴女降臨!! 社内の男たち全員を穴兄弟にした人妻受付嬢 （仮）田知花さん 30歳（4月25日、マドンナ）
- 職場の親睦会で飲み過ぎたパート人妻さんをお持ち帰りして宅飲みでナマまんゲットした盗撮素材をせっかくなのでそのままAV転売します2（5月13日、カルマ）
- 続 子供部屋おじさんとよばれて…。母と妹は僕のいいなり（5月13日、椿鳳院）
- ヤレる人妻回春マッサージ28 中出し交渉盗撮（6月1日、変態紳士倶楽部）
- 僕にお尻快感を教えてくれたムチムチ先生の気持ちよすぎるアナル責め 橘メアリー（6月25日、MEGUMI）
- W脅迫スイートルーム 女医&秘書in… 橘メアリー 浜崎真緒（7月2日、ドリームチケット）
- 残業続きの兄貴の帰宅をいつも深夜まで待つ兄嫁と、欲望のままにヤリまくった兄貴が帰ってくるまでの8時間。2（7月7日、Hunter）
- マジックミラー号 巨乳ベビーカーママさん限定! 「乳もみ検診」と称して産後で3倍敏感になったおっぱいを執拗なまでにこねくり回す! ママ友の前で感じてしまったら最後、旦那以外のち○ぽで痙攣イキ（7月18日、SODクリエイト）
- M男は拘束される生き物。痴女の拘束、Mスイッチ。 橘メアリー（7月13日、M男パラダイス）
- アクセルガール 魔女の復讐劇（7月23日、GIGA）
- 熟女連れ込み! 他人棒と遊ぶ人妻 盗撮ドキュメントのすべて 27 ～年下大学生に生挿入、中出しをせがむ痴女妻たち～ 七菜子さん・Fカップ・45歳・娘の彼氏に中出しをせがむ人妻 真貴子さん・Hカップ・39歳・若い男を物色し中出しをせがむ人妻（8月13日、熟女プライベート/熟女卍）
- 熟女限定 熟女が部屋にやって来た お持ち帰り盗撮 そのままAV発売へ 45 親戚の痴女な叔母にわいせつ行為を受ける甥っ子編 南さん/Iカップ/44才/我慢できず玄関先で甥にフェラする叔母 たか子さん/Hカップ/48才/イケメンになった甥っ子を犯す痴女な叔母（9月21日、熟女バンク/熟女卍）
- 夫の会社の上司や同僚とヤリまくる浮気嫁 寝取られ肉感ボディ巨乳マゾ美人妻 デカパイを責められイキまくるM奥様 橘メアリー（9月28日、熟女はつらいよ/熟女卍）
- 熟女連れ込み! 他人棒と遊ぶ人妻 盗撮ドキュメントのすべて 29 ～欲求不満妻の猥褻不倫旅行編～ 奈々さん・Hカップ・26歳・パパ活中の欲求不満な若妻 真希さん・Hカップ・40歳・身長170cm・旦那に内緒で不倫旅行（10月12日、熟女プライベート/熟女卍）
- 小汚いワンルームに風邪をひいたボクがレンタルママを呼んだら…。看病してもらうため今流行りの『レンタルママ』を派遣してもらったら綺麗で巨乳の女性が来て、本当の母親のように熱心に看病してくれる。（10月26日、Hunter）
- おばさん達の下着盗って何するつもりだったの? 「おばさんの下着だから欲しかったんです!」 若い男の子からそう言われた瞬間、ママ友達はトキメキと興奮が止まらず目の前の若者チ○ポで忘れていた女の感情を確かめる。（11月9日、椿鳳院）
- 素人NTR投稿 息子の嫁さんを寝取ってヤッちゃったところを盗撮→ハメ撮りして投稿しました 美人で巨乳の嫁に興奮して義父が大量中出し（12月21日、カルマ）

- 「お口で我慢して。その代わり好きに動いていいよ」 お口ま○こに高速ピストン! 姉の顔に大量顔射で大興奮!（1月11日、Hunter）
- 無職無収入で巨根の義弟に夫に内緒でヤラせてあげた優しい優しい美人兄嫁 橘メアリー（2月1日、熟女大学/熟女卍）
- 巨乳人妻温泉デート 艶やかな色白美肌美人妻カナ30歳（3月11日、ま○こ銀行）
- 引退した私が優しくて美人な倅の嫁と日常的にSEXしている様子が録れましたのでせっかくなのでそのままAV転売致します（3月15日、カルマ）
- 娘の彼氏がデカチンで… 夫と娘に内緒で彼氏の巨根でめりめりされた妻 2 橘メアリー（4月12日、JET映像）
- 禁断の不貞旅情 2 ～母と子のまぐわい～ 爆乳優母編 10人4時間（5月28日、ビックモーカル）
- 完全プライベート映像 デビュー8周年記念日に大号泣・橘メアリーちゃんと初めての二人きりお泊まり（7月5日、パコパコ団とゆかいな仲間たち/妄想族）
- 彼女に内緒で彼女の母ともヤってます… 橘メアリー（7月12日、JET映像）
- 「私の言う事聞いてくれるよね? じゃないと…」 兄嫁の復讐! 姑にイジメられ我慢の限界に達した兄嫁は、家の男たちとヤリまくって全員性奴隷化! 姑の死角で義父・義弟… 嫁ぎ先のチ○ポを完全把握!（8月9日、Hunter）
- 「女将のエロいおもてなし最高!」 「男なら一度は行くべき!」と、ある情報誌で有名になった山奥の温泉宿に行ってみた。そこで待ち受けていた過剰接待とは、想像を超えるエロ接待だった!! 3（8月27日、セブンエイト）
- 事務員の妻に得意先のクレーム対応を任せていたら理不尽な要求で謝罪させられ脱がされ巨根でパコられて… 僕が気付いた時には身も心も寝盗られてしまっていた的な話です……【挙げ句の果てに信じていた従業員まで3P参加しやがった!】 橘メアリー（9月13日、JET映像）
- いつでも好きなタイミングで誰とでもエッチ出来ちゃう巨乳OLだらけのシェアハウスに入居したボクは勉強そっちのけでヤったりヤラれたりで夢のヤリチン性活! 2（9月13日、Hunter）
- 野外緊縛 人妻露出（9月16日、MBM）
- 人妻レズ不倫 ～昔の恋人との再会、禁断の浮気に欲情する巨乳ビアン～ 橘メアリー 乃木はるか（9月20日、U&K）
- バイト先の人妻と不倫性交に燃え上がった日々 橘メアリー（10月11日、アリスJAPAN）[3]
- チ●ポが生えた気分を味わいたい女の跨り手コキ（10/25日、SEX Agent/妄想族）
- 「何回出しても大丈夫… 好きなだけしてあげるから!!」素人熟女妻たちによる童貞筆下ろし 20 ALL2連続生中出し 3組完全収録!!（10月25日、クリスタル映像）
- 巨乳天国 ～夢見心地なふわふわ巨乳デラックス～（11月15日、ピーターズMAX）
- 昼顔レズデリヘル 2 ～逢って30秒で即クンニ～（12月20日、U&K）
- 部屋連れ込み隠し撮りSEX そのまま勝手にAV発売 13（12月23日、DOC）
- 中年男の性欲ドキュメンタル 肉欲ボディ妻とオヤジの汗だく性交 一日中ヤラれっぱなしの奥様 橘メアリー（12月27日、熟女はつらいよ/熟女卍）
- 「ごめん痛かった? じゃあ、おっぱいで洗ってあげるね」 義姉のスポンジ代わりの泡巨乳がボクの身も心もチ○ポも優しく柔らかく包み込んでくれる!（12月27日、Hunter）

- 真性痴女メアリー 素人M男ツバベロ手コキ抜き（1月10日、インプレッション）
- 前略四畳半の奥様 メアリさん 30歳 ●素人四畳半生中出しシリーズ 橘メアリー（1月12日、プラム）
- 人妻誘惑レズビアン ～新婚妻は夫の留守に美熟女とご近所不倫～ 橘メアリー 弘中優（1月17日、U&K）
- 美人で自慢のお母さんと二人で出掛けた温泉旅行で無防備な母の裸体に興奮してしまい思わず犯してしまった人には言えない過ち 5（1月28日、セブンエイト）
- いちゃはこっ! 美スタイルお姉さん中出し決定戦! 高身長モデル系美女・平井栞奈ちゃん & 最強スタイルアジアンビューティ・橘メアリーちゃん（2月3日、SUKESUKE）
- クレーマー主婦 恥辱の中出し折檻 橘メアリー（2月6日、アクアモール）
- 「終電なくなっちゃったね…じゃあウチくる?」終電を逃して旦那さんが出張中の女上司の家にお泊まり不倫、誘惑発情された僕は興奮して朝までハメ続けた 橘メアリー（2月10日、h.m.p）
- 痴女メアリー М男の変態願望叶えてあげる（2月10日、インプレッション）
- 腰高美脚ととんがり爆乳! ねっとりボイスで脳バグして美人マンおつぅ! 卑猥語女 橘メアリー（2月21日、MARRION）
- どうしようもない僕が港区お姉さんの彼氏になって純愛中出しするまでの2週間。橘メアリー（2月28日、本中）
- 彼女いない歴40年のボクが風俗店の一日店長を友人から任されたら、めちゃくちゃ可愛いエッチな風俗嬢とタダでヤリまくり! サービス以上の事たくさん出来ちゃいました!（2月28日、Hunter）
- 万引き スーパーの人妻たち 刺激に弱すぎる敏感ドM妻 デカ乳むっちりなエロ美人妻 強引に責められイク変態妻（3月9日、プラム）
- いつもボクの部屋を掃除してくれる義母の突き出し尻に我慢できず触ってしまったら… それだけで失禁! さらに義母は潮吹きを繰り返し部屋を汚しながら謝り悦びイキを繰り返し中出しも受け入れてしまうスケベなドMな義母だった。（3月14日、Hunter）
- オナニーや浮気現場を覗かれて 大嫌いなセクハラ義父に死ぬほどイカされる巨乳尻嫁 欲求不満が爆発して絶頂 橘メアリー（3月21日、カルマ）
- 赤面素人さんに ビキニ素股でローション使って超ヌルヌルにしたらビン勃ちチ●ポがぬるんと入って計画的アクシデントで生中SEX出来ました♡（3月28日、SCOOP）
- 母子姦 橘メアリー（4月4日、グローリークエスト）
- 爆発奥さん 他人凸と沼セ密会している淫乱メス妻の漏れ出る淫匂記録 全員巨乳妻（4月4日、桃太郎映像出版）
- 密着しながら淫語で誘惑する痴女お姉さん 橘メアリー（4月25日、デジタルアーク）
- 熟女大学集中講義! フル尺収録! 橘メアリー SUPER BEST（5月2日、熟女大学/熟女卍）※単体ベスト
- いちゃラブ宅飲み濃厚べろちゅう密着せっくちゅ 橘メアリーが彼女になった日（5月2日、桃太郎映像出版）[45]
- 家計の為に仕方無く…ヌ～ドモデルをやらされた妻…… 橘メアリー（5月9日、JET映像）
- 橘メアリーと夜に… 美女とホテルで性愛を楽しむ（5月11日、Mr.michiru）
- 勃起チ○ポをグイグイ股間に密着させる、平日昼間の欲求不満メンエス妻（5月16日、溜池ゴロー）
- GOto不倫トラベル 爆乳セレブ妻と濃厚オヤジの中出し交遊浪漫 橘メアリー（5月23日、痴女ヘブン）
- ヤリたくなったら即注文 家にやって来る配達員を狙って犯す痴女人妻 橘メアリー（5月23日、クリスタル映像）
- 予約半年待ちリピ率100% 某メンズエステ店 密室 × 密着 イキ過ぎた禁断サービス 13 ～とろふわホイップ泡洗体編～（6月2日、DOC）
- 欲求不満を隠せない巨乳エステティシャン妻が経営する自宅サロンでハミ出し勃起ち○ぽをしつこく押し当てパンツ越しに先っちょグリグリ挿入! 焦らされた奥様の性欲に火がつき欲しがりヌレヌレおま○こに何度も生ハメ中出しした。 橘メアリー（6月6日、LUNATICS）
- お母さんに毎日好き好きオーラを浴びせた一ヶ月後、理性が外れたお母さんと子作りセックスを何度も何度も繰り返した。 橘メアリー（6月27日、ダスッ!）
- 絶対領域 セクシーガールズバー痴女ハーレム 誘惑パンチラ美脚挟み撃ちで何度も射精させる卑猥サービス 大槻ひびき 波多野結衣 有岡みう 橘メアリー（6月27日、痴女ヘブン）
- 近所の爆乳シングルマザーはセフレ向きの欲求不満ドM気質でした…お泊り会に誘って夜通しベロちゅう中出しセックスに没頭した大人の不純性交記録。 橘メアリー（7月4日、グローリークエスト）
- 療養中の夫を看病する美人でボインな上司の妻と上司に内緒でべろキス不倫しまくった業務報告。 橘メアリー（7月11日、JET映像）
- 家の下に棲みついた若者ホームレスと人妻 橘メアリー（7月18日、溜池ゴロー）
- 回春ペニバンレズエステ ～都会の隠れ家、女性専用オイル密着エステ～（7月18日、U&K）
- 欲求不満なサキュバスおばさんに誘惑され輪○わされる僕 森沢かな 橘メアリー（7月25日、ダスッ!）
- 「叔父さんとはセックスレスなの…」 美人で優しいけど欲求不満な親戚の叔母 橘メアリー（8月1日、熟女大学/熟女卍）
- Red Dragon 橘メアリー（8月8日、ゴールド/妄想族）
- 新人デビューで撮影してから数年…今は売れっ娘のお宅を訪問して狂ったようにハメまくった3日間の中出し記録 橘メアリー（8月8日、TEPPAN）
- 幼い頃、一緒にお風呂に入っていた叔母さんと再び入浴…嬉し恥ずかし甥っ子バスタイム。 橘メアリー（8月22日、ダスッ!）
- 母子交尾～上州東吾妻路～ 橘メアリー（9月5日、RUBY）
- 女王様のリング 6 ～欲望の地下女子プロレズ～ 望月あやか 橘メアリー（9月7日、ROCKET）
- 平日昼間の映画館で美女と2人きり! しかもお姉さんは痴女だった! 上映中、ボクに近寄ってきて服の上からボクの乳首とチ○ポをいじくり倒してくるんです 楽しみにしていた映画だったのに… 全く集中できませんでした。（9月12日、Hunter）
- 巨乳サウナレディと極上のハーレム体験! オイルエステ有り! ローションプレイ有り! どんなエロい要望にも応えながら丁寧に気持ち良く体を洗い流してくれる顧客満足度MAXの高級サービス!（9月12日、Hunter）
- バストアップに効果抜群!? 執拗な乳揉み乳首責め出張性感デトックスエステでエビ反り絶頂でイキまくる感度抜群欲求不満 玉の輿セレブ 人 2 橘メアリー（9月19日、カルマ）
- 街で噂の占い師 橘メアリー（9月20日、プラネットプラス/七狗留）
- 本番禁止の人妻セクキャバでスレンダー美巨乳妻とアフター不倫SEX 黒川すみれ 橘メアリー（9月26日、ダスッ!）
- チ○ポ狂いのドスケベ肉感ボディ奥様 X 橘メアリー（10月10日、クリスタル映像）
- 下宿先の奥さんと肉体関係を持ってしまった僕は留年ギリギリなのに講義にも出ず薄汚いアパート部屋で巣篭もりSEXに明け暮れた 橘メアリー（10月10日、アリスJAPAN）
- 入院生活が長すぎて無防備な新人ナースのぱつぱつスケパン尻で毎日勃起してしまう僕 5（10月12日、LEO）
- 人妻自宅ストリップ劇場 種無し旦那のために絶倫客とナマ中出しまな板ショーして種付けセックスを楽しむ人妻 橘メアリ―（10月17日、本中）
- Garterbelt! Highheel! Bitch!! 3 橘メアリー（10月17日、アロマ企画）
- いつも説教ばかりで大っ嫌いな女上司のうるさい口を不意打ちディープキスで塞いだら怒るどころか腰が砕けて全身ガクガクが止まらない立場逆転キス堕ちメロメロFUCK 橘メアリー（10月24日、Million）
- 受付嬢NTR ～単身赴任中の1週間、傲慢上司に寝取られた妻～ 橘メアリー（10月24日、マドンナ）
- 愛する妻から「私、好きな人が出来たの」と言われてしまった。 橘メアリー（10月31日、アタッカーズ）
- 六本木の超高級ラウンジNo.1の超イイ女とハメたい 太客にドタキャンされてシャンパンおろしたお礼に極上GカップBODY独占朝までラッキーアフター中出し メアリー（10月31日、ナンパJAPAN）
- 残業中、2人きりの社内でほろ酔いのパツパツ巨乳女上司にまたがられド迫力な密着乳テクで何度もサービス射精するまで帰れまSEXされた。 橘メアリー（11月7日、LUNATICS）
- 恋人いちゃラブドキュメント みんなのえちえちお姉さん 橘メアリーちゃんと1日イチャイチャデート（11月7日、パコパコ団とゆかいな仲間たち/妄想族）
- 潜入!! 噂のリンパマッサージ店 18 「裏オプション、いかがなさいますか?」（11月9日、LEO）
- 華奢巨乳の妻が俺の親父に寝取られ種付けプレスされていた。 橘メアリー（11月14日、ダスッ!）
- デカチン左遷NTR 夫は地方に行かされて… 妻は巨根でイカされて… 橘メアリー（11月14日、JET映像）
- 「ねぇ、キミは誰に喰べられたい?」 M男もダサ男もヤリチンも、とにかく男とパコりたい!! チ●ポあるだけズボ抜きしちゃう凄テクハーレム3姉妹! 橘メアリー 新村あかり 波多野結衣（11月14日、Million）
- 素人ネムラセ!! 何しても起きない酩酊状態の素人を思うがままにハメまくる!! 2（11月17日、DOC）
- フィアンセがいるのにHが好きすぎて浮気癖が治らない巨乳セフレ メアリー (26)（11月27日、First Star）
- 逆バニー淫乱女教師 学園中の問題児達をタネ搾り追撃ピストン! 5本番16射精!! 橘メアリー（11月28日、ダスッ!）
- ママさんバレー中年輪姦 町内のセクハラ親父達の標的にされて… 卑猥なトレーニングに堕ちた人妻 橘メアリー（11月28日、マドンナ）
- ほろ酔いでキス魔に豹変した女上司の普段からは想像できない隙だらけな甘え姿に理性を失い朝までだらだらヤっちゃった（11月28日、BAZOOKA）
- 妻を風俗嬢にしてはならないこれだけの理由 実写版!! 陰鬱で艶めかしい背徳NTR傑作!! 橘メアリー（12月5日、Fitch）
- 巨乳叔母に無邪気なフル勃起オナニーを何度も見せつけたら甥っ子性欲若硬ち○ぽをしっかり握って密着しながらお叱り手コキでたっぷり搾り射（だ）された。 橘メアリー（12月5日、LUNATICS）
- パパ活詐欺を繰り返す悪い女にお仕置き寸止め調教 橘メアリー（12月5日、KSB企画/エマニエル）
- 潜入っ!! ●●駅北口から徒歩2分! これがウワサの闇リフレ!! 3（12月7日、LEO）
- 4人の女上司と男はボク1人の出張で宿泊先は温泉宿!! 宴会で悪ノリする上司達はボクの巨チンがお気に召したようで… 混浴露天でハーレム乱交そして一晩中…（12月7日、.WorKs/FALENO TUBE）
- 理性が吹き飛ぶほどの究極Body人妻との不倫性交。 橘メアリー（12月12日、ダスッ!）
- 橘メアリーBEST!! 7タイトルフル尺ノーカット収録4枚組890分!（12月12日、JET映像）※単体ベスト
- 童貞君との商談性交しました 橘メアリー（12月19日、RUBY）
- 隣人ガチャUR確定演出。隣に引っ越してきたのはノーブラ乳首ポッチの巨乳お姉さん。 橘メアリー（12月26日、ROYAL）
- ぜんぶ、せんせいのせい。ふ○なり女教師がオ〇ニー中毒の優等生をスッキリさせる話。実写版 橘メアリー 弥生みづき（12月26日、ダスッ!）
- デカ尻巨乳確定と噂のメンズエステは自慢のデカ尻巨乳にオイルたっぷり! テカテカに光った魅惑のボディをお客に見せつけては誘惑!（12月26日、Hunter）
- 弟がお世話になったね! たっぷり可愛がってあげる イジメられっ子の家に行ったら、3人のヤリマン巨乳姉からトリプルお仕置きピストンで返り討ち!（12月26日、Hunter）
- ボク見ちゃったんです… 義母が友達をフェラしているところを… 最近、友達がやたらと遊びに来ると思ったら義母がボクの見えないところで友達を誘惑し勃起させてはフェラしまくっていたんです!（12月26日、Hunter）
- たった7時間2人っきりにしてみたら… 結果、10発セックスしてました。 橘メアリー（12月29日、ドリームチケット）

- マッチングアプリでゲット!! 出会って超速ホテルIN即ハメ! 美人妻は即効型の都合のイイ絶倫タダマンビッチだった。 人妻:メアリー。凄絶な肉食。絶倫6発FUCK!!（1月2日、ナンパJAPAN）
- ぱねぇ性欲ありえん下品ドボジョにエロ汗だらだら唾液どばぁでメスサド誘惑されたらもうわしゃオシマイや! いっぱい体液ぬ～るぬる! 爆ヌキ鬼どぴゅトランス性交 橘メアリー（1月9日、ダスッ!）
- 物件内覧NTR 夫婦で新居を探していたら不動産屋のデカチン男に密室でチョメチョメ内覧されまくった妻 橘メアリー（1月9日、JET映像）
- マジックミラーNTRエステ 隣で美乳スレンダーな彼女が寝取られているのに、僕は巨乳お姉さんの凄テクに抗えず、生中セックスしてしまった。（1月9日、Hsoda）
- 自撮り 不倫ドキュメント 2（1月23日、RUBY）
- 隣家の爆乳妻・メアリーさんは社畜の僕を全肯定… 沼って甘えて赤ちゃん返りSEX 橘メアリー（1月30日、マドンナ）
- 綺麗だと憧れていた友達のお母さんとマッチングアプリで再会。緊張の糸が切れた二人は、理性を捨てて本能のまま交じり合った。 橘メアリー（1月30日、ダスッ!）
- 橘メアリーの凄テクを我慢できれば生★中出しSEX!（2月6日、ワンズファクトリー）
- 【4K撮影】Gcup乳首開発ポルチオ超え乳首アクメ 橘メアリー（2月8日、Materiall）
- 産婦人科痴漢!! 21 何も知らない若妻に治療と称して中出しまでっ!!（2月8日、LEO）
- 都合のいいオンナの職場に凸撮 内緒で濃密な機内サービスをしてくれる高嶺の花の美人CAと仕事帰りにホテル密会! 黒パンスト美脚にたまらず着ハメで何発もヤりまくる!!（2月8日、DANDY）
- 親戚のドスケベWおばさんと朝から晩までハメまくった夏の記録 真木今日子 橘メアリー（2月13日、椿鳳院）
- 真面目な義姉の正体は、どんだけチ○ポを突っ込んでも、精子を発射しても物足りないセックス狂いのチ○ポ大好き女だった! 普段、自分を抑制しているせいか一度エッチしてしまったら最後。何度も何度も精液が垂れ落ちても激しい中出しセックスをされまっくてしまう。（2月13日、Hunter）
- 男性募集 年下童貞の全力奉仕クンニにトロけて絶頂を繰り返す巨乳セレブ未亡人 橘メアリー（2月13日、ダスッ!）
- スペンス乳腺開発クリニック 橘メアリー（2月20日、OPPAI）
- Wブルジョワ人妻の華麗なるマラ遊び 若い男のチ〇ポエキスを吸い尽くすマンイーター熟女のフェロモンまみれのドスケベ痴女SEX 推川ゆうり 橘メアリー（2月20日、エムズビデオグループ）
- 派遣マッサージ師にきわどい秘部を触られすぎて、快楽に耐え切れず寝取られました。 橘メアリー（2月27日、ダスッ!）
- 性処理採用された愛人秘書 汗と接吻に満ちた中出し性交 橘メアリー（2月27日、h.m.p DORAMA）
- 開始0秒で即FUCK! 目を開けたら巨乳義姉2人がボクの上でダブルピストン騎乗位で勝手にイキまくり!（2月27日、Hunter）
- 『精子空っぽになるまで中に出して!』 バツ1巨乳アラサー女子ばかりのシェアハウスに入居したら男はボク1人で挿れっぱなし! 総射精回数35回以上!（2月27日、Hunter）
- パンスト淫臭フェロモン女上司はアナルくぱくぱ見せつけて僕を誘惑するデカ尻ビッ痴 橘メアリー（3月5日、MOODYZ）
- どうしようもなく疼く子宮! 夫には無い性戯に堕ちて逝く不貞交尾の日々 橘メアリー（3月12日、AVS collector’s）
- 「拝啓、アナタへ…」夫の出張中に隣家の巨根男にねとられた妻 橘メアリー（3月12日、JET映像）
- 会社の飲み会後に、突然の大雨に遭遇し、先輩の家に緊急避難 既に酒に酔っていた先輩が、自分の家についた安堵感からか、無防備な姿で胸の谷間や下着姿をあらわに。濡れ肌がエロさを加速させ、自然勃起してしまった僕のチ○コを見た先輩が、まさかの展開で…（3月12日、SCOOP）
- 「イッてないってば…ッ!」 強がるクセに痙攣失禁しちゃって絶対何度もイッてる巨乳捜査官を尋問追撃ピストン 橘メアリー（3月19日、OPPAI）
- 舐め犬募集に釣られたM男をホテルへ連れ込み下品に痴女りまくり、朝まで濃密生ハメ中出し性交 橘メアリー（3月19日、グローリークエスト）
- 秘境の混浴温泉に潜んでいた逆ワニ人妻たちの追撃ハーレム 橘メアリー 新村あかり（3月19日、溜池ゴロー）
- うちの息子は性欲モンスター 色白巨乳のママ友に何度射精しても収まらない勃起。 橘メアリー（3月26日、ダスッ!）
- バイト先で働く美しい人妻を家に連れ込み中出しセックス 橘メアリー（3月26日、VENUS）
- 近親相姦ママの異常性愛 2 橘メアリー（3月31日、マザー）
- 喪女アラサー姉の部屋が物凄いオナニー臭で不覚にもフル勃起! 10年振りのチ〇ポに発情した干物女が、巨乳を振り乱しながら僕を肉バイブ化!! 橘メアリー（4月2日、ワンズファクトリー）
- 悪女エステ 寂し気な顔で男心を捕らえて離さない美女に仕事も家庭も放り出しのめり込んでしまった僕は… 橘メアリー（4月2日、FunCity/妄想族）
- THE ドキュメント 本能丸出しでする絶頂SEX 素敵な美人妻がジム帰りにAV出演快楽トリップ乱交で狂いまくる 橘メアリー（4月2日、美人魔女/エマニエル）
- リストラされ行く宛の無い僕を助けてくれたまぶだちの嫁 橘メアリー（4月2日、熟女大学/熟女卍）
- MOODYZファン感謝祭 バコバコバスツアー2024 AV男優発掘 & 育成スペシャル!! AV男優を目指す素人16名とAV女優16名の1泊2日大乱交ツアー!（4月2日、MOODYZ）
- 泣きジコりNTR バイト先のパートさんがご主人の転勤で引っ越すと聞いて退職の日まで別れを惜しんで泣きながらSEXしまくった話 橘メアリー（4月9日、JET映像）
- 完全CFNM 全裸ですけべ椅子に拘束され前後左右上下からの全身3D性感舐めでフル勃起キープさせられ続ける（4月9日、アロマ企画）
- 「今から息子（義理）に抱かれます…でも怖いんです… 母親としてのモラルよりもメスの本能に支配されることが…」（4月9日、Hunter）
- 会社の給料じゃ足りないと嘆く女上司に冗談のつもりでフェラ抜きバイトを持ち掛けてみたらまさかの契約成立で追加で払えばセックスまでさせてくれた!（4月11日、LEO）
- 弟の嘘を真に受けたスレンダー巨乳な姉の暴走杭打ち騎乗位 橘メアリー（4月23日、ダスッ!）[3]
- エロコスファンタジー 腰を振りながら男を挑発する極上美脚美人へ激ピス着たままハメまくり! 橘メアリー（4月23日、ミル）
- 家出してきた欲求不満の兄嫁に甘えられ、狭いワンルームで背徳感に溺れながら中出し性交しまくった。 橘メアリー（4月23日、ROYAL）
- 男女7人ワケ有り即席大家族 ～家族間コミュニケーションは全てセックス!? 血の繋がりなくとも、心と体はひとつ～（4月23日、Hunter）
- 「おちんちん大きくさせてごめんね」 子供だから大丈夫だろうと女湯に一緒に入った甥っ子がおっぱいだらけの状況にフル勃起! 慌てた叔母さんがこっそり抜いてくれました（4月25日、DANDY）
- 無防備な爆弾パンスト尻に我慢できず、女上司に暴走バック中出ししてしまった僕 橘メアリー（5月7日、ワンズファクトリー）
- 串刺し種付け追姦レイプ 密室で汁まみれになり救いを求める六本木のNo.1キャバ嬢 橘メアリー（5月7日、Fitch）
- 母の親友 橘メアリー（5月7日、VENUS）
- じんかくそうさ洗脳催眠 顔とカラダはどストライクだが性格サイテーのPTA会長様をど底辺教師がペットにしてあ～げる編 橘メアリー（5月7日、山と空/妄想族）
- 終電後、酔うとキス魔になる行き遅れアラサー巨乳女上司の家で宅飲みしたら唾液だらだら密着ベロチューまたがり騎乗位で朝まで何度も中出しさせられた。 橘メアリー（5月7日、LUNATICS）
- やらせてっ、おばさん!! 7（5月9日、LEO）
- 兄嫁の無防備なノーブラおっぱいに視線を奪われ乳首は勃起! チ●ポは暴発寸前! 我慢の限界濃密不倫SEX! 橘メアリー（5月14日、JET映像）
- バイト先で知り合った年上の彼女。大人の雰囲気とは真逆なデレデレ犬系彼女のすっぴん丸出しイチャラブ性交 橘メアリー（5月24日、h.m.p）
- 弟ガチ恋の巨乳姉に毎日チ○ポがふやける程甘やかされるイチャラブ中出し生活。 橘メアリー（5月28日、ROYAL）
- 見かけによらずウブな社長秘書の躾け方 橘メアリー（6月4日、アタッカーズ）
- 美脚キャビンアテンダントだけを狙う大手航空会社専門 追撃ピストンマッサージ 9（6月4日、変態紳士倶楽部）
- リンパマッサージでガマンできずに綺麗なおねえさんのカラダを強引に弄りまくってたら感じてるようだったのでダメ元でお願いしたらヤラせてくれたッ!! 7（6月7日、LEO）
- 種無し夫に懇願された人妻は1ヶ月間精子を貯めた独身男に子宮タプタプになるまで生中出しされ続けブリブリ逆流音鳴らしてザーメンダダ漏らす種付けSEXに溺れた 橘メアリー（6月11日、アリスJAPAN）
- 嫁の母親 バカ嫁が浮気して出てったので嫁の母親を呼びつけて抗議したら… 「娘がごめんなさい… 戻るまで家のこと私が代わりにしますから…」なんて言うもんで嫁の代わりに色々やらせた件 橘メアリー（6月11日、JET映像）
- 『精子出なくなるまで中に出して!』 夫との淡白なエッチじゃ全然足りない! 30歳過ぎて性欲旺盛な私は性欲モンスター予備軍!? 誰でもいいから情熱的な激しいセックスがしたい! とにかく燃えるようなエッチがしたい! いっぱい中にも出してほしい! そんな私はちなみに巨乳です! 2（6月11日、Hunter）
- ねぇ… どっちとアフターシたいか今すぐきめて No.1の座を狙う超ゴージャスW高級ラウンジ嬢の過剰性接待 ハイスぺおねだり淫語とほろ酔いグラインド騎乗位で太客奪い合い中出しハーレム 橘メアリー 黒木れいな（6月18日、MOODYZ）
- コスプレ妄想エロファンタジー 宮西ひかる 橘メアリー（6月18日、ミル）
- 大好きな母さんが僕の家庭教師とセックスする関係になっていたなんて、性癖が歪む。 橘メアリー（6月25日、ダスッ!）
- 救急講習と称して年下男性社員を舐めしゃぶりレクチャーするデカ尻痴女CA種付け指導（7月2日、MOODYZ）
- 定年間近の部下が華奢で巨乳な人妻女上司を寝取るまで 橘メアリー（7月2日、アタッカーズ）
- ヤリマンワゴンが行く!! ハプニング ア ゴーゴー!! 橘メアリーとリズの珍道中 むちまんセックスドール! ザーメンタンク スッカラカン搾精ペット捕獲ドライブ（7月2日、桃太郎映像出版）
- 近ごろ豊満な熟女体型を気にしはじめた嫁の母が恥じらう姿に僕は勃起してしまった 橘メアリー（7月2日、VENUS）
- 休日に彼女と。『僕の前だけ甘えん坊』な彼女と何度もラブラブセックス 橘メアリー（7月2日、S-Cute）
- 性癖、ハメ撮り Vol.01（7月5日、DOC）
- 強欲巨根社長の絶倫勃起チ●ポを見せられ愛人になってしまった妻 橘メアリー（7月9日、JET映像）
- DAS1 GIRLS MEMORIES 橘メアリー 1st BEST（7月9日、ダスッ!）※単体ベスト
- シン・出会って4秒で合体【アリスJAPAN40周年記念撮りおろし】無防備な女の子たちに即挿入ダマされた口惜しさとハメられた気持ちよさがごちゃ混ぜイキまくり元祖即ハメAV復活スペシャル（7月9日、アリスJAPAN）
- ソロキャン女子たちと1泊2日数珠繋ぎFUCK! 巨乳からウブ娘まで色んな女の子が入れ替わり立ち替わりやってきてチ○ポが麻痺する程エッチしまくり!!（7月9日、Hunter）
- アナウンサー志望の名門校女子大生限定! 「女子アナはどんな状況下でも原稿を読めるはず!?」 固定バイブ淫語ニュース超過激リポート6 イタズラ妨害に屈せず原稿読み終えたら100万円! 途中で断念したら即ハメ中出し罰ゲーム!（7月16日、はじめ企画）
- 出張マッサージの人妻さんに泣き落としでお願いしまくったら 「お店には内緒ですよ…」ずっぽりSEXさせてもらえた一部始終【10カメ盗撮】5（7月16日、カルマ）
- アルバイト（パート）先で知り合った10年アソコを舐められてないバツ2の熟女! 久々のセックスで1日でキツマンからガバマン!!（8月8日、LEO）
- ラッキーな胸チラを発見し、気づかれないように見てたけど、やっぱりバレてた?! 28 ～ヨガインストラクター編～（8月8日、LEO）
- 目と目が合った瞬間、コンマ1秒で好きになる―。 電撃専属 橘メアリー 大人の色気が溢れる本気のベロキス中出し3本番（9月10日、マドンナ）
- MOODYZファン感謝祭バコバコバスツアー2024完全版 バコバス7時間50分 + うらバコ4時間 + 未公開シーン収録13時間（9月17日、MOODYZ）
- もしも、彼女が旅行で不在の3日間、隣のお姉さんとセフレになったら… 橘メアリー（9月24日、ダスッ!）
- 女体フェチ図鑑 7 完全全裸60人（9月24日、グローリークエスト）
- 夫には口が裂けても言えません、お義父さんに孕ませられたなんて…。-1泊2日の温泉旅行で、何度も何度も中出しされてしまった私。- 橘メアリー（10月8日、マドンナ）
- 橘メアリーBEST2 7タイトルノーカットフル尺収録! 840分4枚組（10月8日、JET映像）※単体ベスト
- もしも、元港区女子の彼女が信じてた彼氏に裏切られ、ハメ撮りを無断でAV販売されていたら… 橘メアリー（10月22日、ダスッ!）
- 愛を認めさせたくて妻と絶倫の後輩を2人きりにして3時間… 抜かずの追撃中出し計16発で妻を奪われた僕のNTR話 橘メアリー（11月12日、マドンナ）
- 港区女子がパパ活おじさんの愛人になっていたら… 橘メアリー（11月26日、ダスッ!）
- ＃マッチングアプリで出会った人妻が1時間後、こうなった―。 橘メアリー（12月10日、マドンナ）
- もしも、保健の先生が草食系男子とセフレ関係だったら… 橘メアリー（12月24日、ダスッ!）

- スラリと伸びた長身にGカップの極上ボディ! 才色兼備なアジアンビューティー 橘メアリーBEST（1月7日、桃太郎映像出版）※単体ベスト
- 甘い囁きに流されるまま、僕は大学を留年するまで、人妻との巣篭もりSEXに溺れて…。 橘メアリー（1月14日、マドンナ）
- もしも、人妻風俗嬢が罪悪感を感じながら、中年男性と不倫をしたら… 橘メアリー（1月28日、ダスッ!）[46]
- 人妻野外緊縛調教（1月28日、ブラックドッグ/妄想族）
- ママ友に誘われたマッチングアプリで、‘推しの年下’を一緒に甘く飼い慣らす。 橘メアリー 三岳ゆうな（2月11日、マドンナ）
- 潜入捜査官 媚薬快楽堕ちに抵抗する気高き女 橘メアリー（2月25日、ダスッ!）
- マドンナALL専属バスツアー2025 極上の美女を1人占めするのは僕だ!! 夢のハーレムを掴み取れ!! 総勢37名の大乱交SPECIAL!! 前編（2月25日、マドンナ）
- 愛する夫の為に、身代わり週末肉便器。 超絶倫極悪オヤジに、孕むまで何度も中出しされ続けて…。 橘メアリー（3月11日、マドンナ）
- 女性AV脚本家 Debut─ 付き合ったAV女優から、女優業を勧められて 橘メアリー 大槻ひびき（3月25日、ダスッ!）
- マドンナALL専属バスツアー2025 ハーレムを掴み取った男たちが極上の美女を独占!! 酒池肉林のお祭りはまだまだ続く!! 夢の大共演＆大乱交FESTIVAL!! 後編（3月25日、マドンナ）
- 「もう飲めないってば…。」「泥酔」させられた女上司の無防備パンスト 橘メアリー（4月8日、マドンナ）
- 束縛もなく、恋人でもなく、セフレでもない彼女と欲望のままに溺れて AV女優は、出演作品の夢を見るのか。 橘メアリー（4月22日、Fitch）
- 『週3日、妻とSEXをしている。』と自慢してきた友人から週5日、毎回3，4発、合計18発中出ししてそいつの妻を寝取ってやった。 橘メアリー（5月13日、マドンナ）
- 姉帯夜 姉ちゃんと熱い夜の思い出。 橘メアリー（5月27日、ダスッ!）
- 専属巨乳グラマラス豪華4人共演!! 町内会の打ち上げでやってきた温泉旅行に男は僕一人だけ 欲求不満な人妻たちと過ごす2泊3日 オトナの搾精修学旅行 風間ゆみ 椎名ゆな 上羽絢 橘メアリー（6月10日、マドンナ）
- 常識改変NTR 妻は寝取られるのが当たり前だと歪ませられた世界編。 橘メアリー（6月24日、ダスッ!）
- 四六時中、娘婿のデカチ○ポが欲しくて堪らない義母の誘い 橘メアリー（7月8日、マドンナ）
- 毒手チ〇ポNTR 橘メアリー（7月22日、ダスッ!）
- 身も心も相性抜群の2人ー。’想い’と’唇’が重なる濃密接吻ソープ 橘メアリー（8月12日、マドンナ）
- 義母がドストライクッ!! 橘メアリー（8月26日、ダスッ!）

### アダルトVR
- ゆとり世代OL(※巨乳)のご奉仕がクソ巧い 橘メアリー（11月10日、CASANOVA）
- 巨乳は正義。異論は認めん!（12月30日、CASANOVA）

- 俺専用!ぷるぷる巨乳好きほーだい!（4月28日、CASANOVA）
- 同窓会でマドンナ同級生達と神展開（5月12日、CASANOVA）
- ヌキたい時の射精専門クリニック vol.3（5月19日、CASANOVA）
- コス盛りッ! 橘メアリー（6月2日、CASANOVA）
- ROCKET3DVR 巨乳、ベロちゅう、淫語まみれのVR3PSEX 尾上若葉 橘メアリー（10月20日、ROCKET）

- メアリー先生のエッチな家庭教師（3月1日、宇宙企画）
- DQNの先輩にありえないぐらいの可愛い彼女が!三人で行った旅行先で酔って寝ちゃった先輩の目の前で僕の童貞が奪われ、結局冷静に考えたら先輩の彼女を寝取てしまったVR 橘メアリー（10月12日、ワープエンタテインメント）

- 噂には聞いていたけど、行ってみたらエロ先進国日本はやっぱりすごい!全編中国語VR 東京肉穴淫語電車痴女 橘メアリー（2月7日、SODクリエイト）
- ワンダーレディー 橘メアリー（2月28日、GIGA）
- Hcupの爆乳痴女エステティシャンが小悪魔淫語で何度も何度もチ●ポ寸止め焦らし!!なかなかイカせてくれない究極密着肉感エステサロン 橘メアリー（6月22日、KMPVR-bibi-）
- 【おっぱい洗車VR】とあるガソスタに行ったらビキニから溢れそうな爆乳で車もチ○コも洗ってくれるサービスがあった!（8月1日、SODクリエイト）
- 「上はおっパブ!下はピンサロ!」おっぱいを楽しんでギンギンになったチ○ポを同時にフェラでヌイてくれる最高すぎるお店があった!?お姉さん店（8月22日、SODクリエイト）
- センズリを指示する女達 3（8月29日、OFFICE K’S）
- 【ぷるん】【ボイン】【たゆん】激パイ揺れVR 人気有名女優9名の揺れる爆乳・巨乳を眺めてストレス解消!（12月19日、SODクリエイト）

- アナタに見せつける本気の指オナニー（8月27日、OFFICE K’S）
- テカッテカ肉感ボディでボクを責め立てるムチムチインストラクターさんに追撃愛撫を繰り返したらイキまくりで最後は愛情MAX濃厚性交VR 橘メアリー（11月18日、肉きゅんパラダイス）

- S-Cute VRフェラチオコレクション 美少女の口マンコで口内発射8連発!（8月1日、S-Cute）
- 見上げ膝枕オナニーVR（9月30日、CASANOVA）
- 一週間M男射精管理生活 橘メアリー（12月9日、CASANOVA）
- 絶倫早漏なんて今どき古い。日々射精を我慢出来ない男が集う禁欲の館 橘メアリー（12月18日、KMPVR-彩-）

- 俺の嫁がエロカワすぎて浮気する暇もないくらいラブラブな件について 橘メアリー（2月24日、CASANOVA）
- ウチの風呂を借りに来た隣の奥さんに湯上がりバスタオル姿で誘惑され…ガマンできず濡れ髪濡れ肌のままハメまくった 橘メアリー（2月28日、アリスJAPAN）
- 【8K超・超高画質VR】【M男専用ソープ】 ボンキュッボンのGcup泡姫に淫語連発で責められ【男潮大量発射!】 凄テクサービスと極上マ○コで金玉カラッカラになるまで一滴残らず搾取された【淫手コキ・口内射精2発射・パイズリ挟射・中出し3発射】昇天必至の極上痴女ナマ中出し  橘メアリー（11月21日、こあらVR）
- 8KVR × kawaii*女学院 ＜アオハル学園編＞ 女子校に赴任した僕にモテ期到来!? 教室で… 保健室で… 体育倉庫で… 性欲が尽きない教え子8人に痴女られ抜かれまくるハーレム逆9P大乱交 西元めいさ 乙アリス 橘メアリー 斎藤あみり 有栖舞衣 渚みつき 千石もなか 倉本すみれ（11月29日、kawaii*）
- 8KVR × kawaii＊女学院 ＜修学旅行編＞ 女子校に赴任した僕の完全モテ期!! 旅行ハイで性欲が尽きない教え子8人に痴女られ抜かれまくるハーレム逆9P大乱交 西元めいさ 乙アリス 橘メアリー 斎藤あみり 有栖舞衣 渚みつき 千石もなか 倉本すみれ（11月29日、kawaii*）
- これぞ8K! 美顏と美乳と濡れ髪で、とことん’’甘やかしてくれる’’カノジョと同棲生活 8KVR 橘メアリー（12月8日、KMPVR）
- 極上グラマラス長身美女コスプレハイレグFUCK 橘メアリー（12月10日、MILU VR）
- 天井特化アングルVR ～人生で1度は体験したい騎乗位～ 橘メアリー（12月22日、KMPVR）
- パンティ姿でうろつく透明感あるシルク肌の姉のHcupおっぱいを見て育ったボクは並大抵の女の子じゃ満足できず ＜乳圧パイズリ＞ ＜おっぱいパインパイン騎乗位＞ ＜グラマラス肉感ボディ中出し＞ 姉のおっぱいの中で童貞を捨てることにした。 橘メアリー（12月24日、kawaii*）
- 【8K超・超高画質VR】「もう射精してるってばぁ」 追撃! 追撃! 追撃で射精しても止まらない凄テクで男潮噴射! デカ尻杭打ち騎乗位 & ガン突き正常位で何度も膣内発射! エロ汁全て搾り取るまで施術は続く 【淫手コキ・口内射精・中出し3発射】 追撃男潮OK回春エステ 橘メアリー（12月27日、こあらVR）

- 学力低下で家庭訪問をした教え子の母親は巨乳で威圧するSEXモンスターペアレント 橘メアリー（1月6日、KMPVR-彩-）
- いっぱい舐めてあげるから、オナニーしてね♡（1月8日、KMPVR）
- 早漏のボクを卓越したフェラチオで甘やかしてくれる超優しい年上の彼女 橘メアリー（1月20日、KMPVR-彩-）
- VIPホテルに住む俺が超金持ち会員しか利用できない最高級コールガールを呼んだら国宝級美人の巨乳芸能人が来たんで好き放題に抱いて思いっきり生で種付けしてやった 橘メアリー（2月19日、HMN WORKS）
- 大人になる、寮卒業まで。まるで挿入のような手コキを。男子校の寮内にて。隠れて優しくヌいてもらっていたが、卒業と同時にもの凄い膣コキでヌいてくれた地味な寮母さん 橘メアリー（5月17日、KMPVR-彩-）
- 一人暮らしの僕を心配して隣の奥さんが看病してくれることになり、キスまで3cm距離の密着介抱に勃起がおさまらず「夫には内緒ね…」と接吻口封じからベロキス増し増し杭打ちピストンで何度もヌカれまくった 橘メアリー（5月31日、アリスJAPAN）
- 【8KVR】ヤリたい時に現れて一発ヤったら去っていく… 隣のお姉さんの柔らか巨乳は今日も僕の指を求めてる 橘メアリー（6月29日、CRYSTAL VR）
- お家でピンサロ5回転 神フェラ鬼バキュームで射精まで必ず導く凄テク巨乳嬢5名大集結（6月30日、アリスJAPAN）
- 後日、訴えられても悔いなし! 場違いの僕が港区女子とギャラ飲み～最高にイイ女をお持ち帰り 夢のような甘くてとろける濃密セックスに溺れたあの夜 橘メアリー（7月7日、kawaii*）

- 内定先は社長夫人≪専属≫言いなりペット部署!? 命令は絶対ー。女王様のわがまま痴女フルコースに翻弄される舐め犬チ〇ポ奴隷の僕ー。 橘メアリー（3月21日、マドンナ）
- 超高画質8KVR 絡みつく濡髪義母の膣誘惑 世間知らずの僕に全てを教えてくれて初めての生ナカSEXで夜明けまで幾度も果てた一夜 橘メアリー（6月13日、マドンナ）

### アダルト配信
- メアリー (beitc035)（4月21日、バイトちゃん）
- マジ軟派、初撮。137 in 大宮 チームN あみ 24歳 OL（6月16日、ナンパTV）
- メアリー (tokyo302)（12月26日、Tokyo247）

- 素人AV体験撮影 876 真梨 24歳 ド●ッグストア販売員（3月20日、シロウトTV）
- イベントナンパ 01 in 代々木 チームK なな 21歳 大学生 あみ 21歳 大学生（5月23日、ナンパTV）
- メアリー（11月9日、シロウトゲッター）

- 【スマホ推奨】メアリー（1月30日、スマホ専用たて動画）
- メアリー（4月21日、黒人ビギナーズ）

- 家まで送ってイイですか? case.52 ゆうこさん 24歳 歯科衛生士 (DJガール)   秋田美人の巨乳DJはGカップでフロアを揺らす!! 『フルート一筋の18年間… 遊びも恋もしませんでした』⇒反逆のパリピ大学デビュー⇒合コン即ヤリ肉食ガール⇒巨乳を武器に酒池肉林!! ⇒ ゲス過ぎる芸能スキャンダル… あの有名アイドルも、あのお笑い芸人も!?（4月7日、ドキュメンTV）

- メアリー（5月20日、S-Cute）
- メアリー 2（7月7日、S-Cute）
- めあり（9月22日、VOND premium）
- はなさん & あおいちゃん（11月24日、エチケット）
- メアリー（12月25日、Sメイド）
- めありちゃん (oretd407)（12月29日、俺の素人）
- メアリー 2（12月31日、Sメイド）

- Maryさん (ore461)（1月12日、俺の素人）
- めありー（1月18日、LadyHunter）
- Mさん (ore491)（3月6日、俺の素人）
- イケメン素人男子AVDEBUT（3月8日、GIRL'S CH）※女性向け作品
- 橘様（3月11日、E★レズDX）
- MEARI (oretd450)（3月28日、俺の素人）
- 【個人撮影/中出しＨカップ爆乳! カオリちゃん（仮名）】中出し含めて3回戦ｗ 体操服 & ブルマ着衣プレイ【巨乳/オナニー / 口内射精】（4月20日、黒船）
- 【究極筆おろし】スケベランジェリーで童貞悩殺!! マシュマロおっぱいマ〇コ＆ゆるふわ美白の女神マ〇コでまさかのＷ脱童貞!!【無許可射精】 のりか 29歳（6月14日、黒船）
- めありちゃん (oretd537)（7月26日、俺の素人）
- ふじこ（8月31日、黒蜜）
- 初芝やよい（8月31日、黒蜜）
- れいか（9月14日、シロウトタッチ）

- めありー（2月16日、P-WIFE）
- まどか（3月5日、アイドリ）
- バーで働く長瀬広臣を着衣巨乳のお姉さんが誘惑してお持ち帰りしたら想像以上にエッチな映像が撮れました 長瀬広臣 橘メアリー（3月26日、GIRL'S CH）※女性向け作品
- めあり (pwife637)（4月19日、P-WIFE）

- めあり (pwife722)（3月6日、P-WIFE）
- あんな (inst120)（5月9日、いんすた）
- める (inst126)（5月30日、いんすた）
- あんな & ひかり & める（7月4日、いんすた）
- ひとみ 【アルプス級おっぱい山脈】超絶Hカップ!! 超肉感むっちむちボディの合コン女子は泥酔で感度急上昇! 半分眠ったままで中イキしまくるスケベ巨乳美女にドクドク中出し!!（8月2日、黒船）

- メアりん (inst200)（1月13日、いんすた）
- 立花さん (hmdn454)（2月18日、ハメドリネットワークSecondEdition）
- ラグジュTV 1581 リア 28歳 歯科衛生士  経験豊富でオトナ可愛い歯科衛生士が、目隠しM男を鬼イカセ! スケベな指使いの乳首責め、卓越した舌使いとフェラテク、淫らな腰使いの騎乗位で精気をとことん搾り取る!（7月1日、ラグジュTV）
- 【キレかわGcupお姉さん】 高身長169cm爆乳スレンダラスなモデル体型の歯科衛生士を彼女としてレンタル! 口説き落として本来禁止のエロ行為までヤリまくった一部始終を完全REC!! スラっと伸びる脚、落ち着いた所作、綺麗系モデルな顔面、そして一生に一度は揉みたい憧れGカップ爆乳!!! 男の欲望の全てを兼ね備えたお姉さんが激烈ピストンでイキまくる!!! 「イった! イった!! またイっちゃうイくイくイくぅうう!!!! 中に出して!!!」暴発必至の、大迫力・杭打ち騎乗位も必見ッ!!!! メアリちゃん 27歳 歯科衛生士 (元DJ)（7月3日、プレステージプレミアム）
- めめたん（7月29日、すももちゃん）
- ななえ（8月23日、おっぱいちゃんず）
- めめたん（9月15日、しろうとヤッホー）
- 【本物ハーフ最強ビジュ×神ボディの看板メンエス嬢】 当店が誇る圧倒的トップ指名セラピストが衝撃の本番行為! Gカップ巨乳激揺れピストンからの大量中出しでクォーター懐妊確定【メアリー(28) 入店1年目】（10月23日、ドキュメントdeハメハメ Plus）
- 【Gcup女教師】イ●スタにエロい自撮りを載せる、中国語教師のインテリ美女をSNSナンパ!! 堅実系かと思いきやプライベートはまさかのDJ! 隠れパリピ&隠れGcup爆乳!!! フェラと手コキとパイズリもエロ過ぎてSEX偏差値MAX!! 普段はインテリな美女が本能剥き出しでイキまくる中出しSEXが最高に抜ける!!!【イ●スタやりたガール。】 レイナさん 27歳 非常勤教師／DJ フォロワー数 33,982（11月27日、Jackson）
- 【●もチ●ポも昇天させられる! 天然G乳×スベスベ美脚! 贅沢セレブリティBODY】【極エロテク炸裂! パイズリ手淫】【中出し直後に濃厚フェラ! 絶倫ノンストップFUCK】【中出し乳射4連発! 性・暴・走】～ヤリモクインフルエンサー #08～ メアリさん 27歳 クラブ主催者(オーガナイザー)（12月18日、街角シロウトナンパ）
- ガチ美形ハーフのバリキャリ女上司も会社の外ではただのメス! いつもは頼れる姉御肌も失恋直後でGカップが傷心中… 男の傷は男で癒せ! チ●ポに夢中で元カレもすっかり忘れる上書き中出し! #043 橘さん / 美形ハーフ上司（12月19日、ドキュメントdeハメハメ）

- 【Gカップ美巨乳のお姉さんをハメ倒す!】 パイズリフェラが得意な美人すぎる銀行員とハメ撮りSEX! 【銀行員 / グラドルボディ】のんちゃん（2月25日、ハメタバース）
- 【バリキャリ人妻OLの日常Vlog＝新卒くんのNTRハメ撮り】 職場では厳しいバリキャリ上司も家では寂しいレスられ妻… 性欲ブチ上がり中の欲求不満アラサーOLと仕事終わりの平日ラブホ不倫! 勃起角度ハンパない年下チ●ポに跨って爆乳がぶるるん揺れる! オトナの余裕も吹っ飛ぶ激しいピストンに本能剥き出しで子種を搾り取る! 【あまちゅあハメREC＃みく＃ITエンジニア】（2月28日、MOON FORCE）
- 奇跡のギャップ巨乳ちゃん（3月4日、ION 乳屋ばぞ～ん）
- 【薄透けパンティ越しに挟まれたい:6人目】下着モデルとして呼び出したオンナのパンティこすって超フェチSEX!! 「下着の撮影だけですよね…?」 思いの外、過激な撮影に戸惑いながらも、執拗なパンツ接写と過剰なイタズラに徐々にカラダは芯から熱く…。ノーモザの限界に挑戦した、女性器丸わかり透けパン映像! マンスジ擦られて痙攣イキでG乳揺れまくり! 極上パイズリ!! 自ら挿入してよがりまくりの生ハメ中出しSEX!! 【あんなさん 25歳 歯科衛生士】（3月23日、Volare）
- 【肉感的濃艶ボディ × 最高の中出し性交】 顔もスタイルもパーフェクトなモデル級お姉さんと港区デート!! 奥ゆかしい笑顔とエロさのギャップが堪らない!! イイ感じに熟した美味しそうな身体!! Gカップ柔乳のむにゅむにゅとした感触を味わいながら揉みしだく!! じっくりねっとりフェラ&パイズリも至高!! 夜景バックにプリプリのお尻を感じながらの立ちバック!! 完全メス堕ち中出し懇願!! 膣中で精子が踊る六本木、本能全開絶頂SEX!! 【NS TOKYO FUCK 4人目 メアリー】（3月31日、SUKEKIYO）
- ヤミヤミ007 / パンツ丸見えで駐車場に落ちてた爆乳女&変なくつ下の潮吹き過ぎ女 / ヤミヤミアルコール（4月13日、ヤミヤミ）
- Rei (oreb004)（4月15日、俺の素人-Z-）
- めあり（4月26日、シロウトソシアルクラブ）
- メアリさん（4月28日、スーパーの人妻ちゃんねる）
- 愛に飢えるデカ乳不貞妻《セックスレスな爆乳人妻と溜まった性欲解放ガチんこ交尾♪ 「できちゃうかも…」妊娠覚悟の濃厚中出し2射精!!》 旦那に内緒でいちゃいちゃ居酒屋デート♪ / 圧倒的デカ乳×デカ尻の激シコ卑猥ボディ! 久々の生チンファックに悶る人妻マ○コに上書き中出しマーキング♪ / 射精後即挿入… 精液 × 愛液の天然ローションの気持ち良さに抗えず即射精限界! 肉厚ムチムチ巨尻に向かってドバドバ大量射精♪ 【しろうとハメ撮り＃まゆ＃28歳＃人妻】（5月24日、MOON FORCE）
- 【3年ぶりSEX】 【膣奥中出し】【G乳美女】 3年程付き合っている彼氏と長らくセックスレスの為、応募してきたアラサー美女。30歳になりもう性欲爆発寸前、普段のオナニーだけじゃ我慢出来ない。ヤる前からおま●こ濡らして来ちゃいました…!!! 3年ぶりのち●ぽを奥まで突かれ、我を忘れてイキまくる!!! 彼氏持ちま●こに背徳中出し&ぷるぷるデカパイ射・超美顔に濃厚顔射!!! 久々のザーメンを味わい尽くし悦に浸る!!! 1年分ぐらいのSEXをしたい…と語る彼女だが、一年超えて一生分イキまくっちゃいました。【アラサーちゃん。22人目 斎藤さん】（6月17日、Jackson）
- 【絶倫お姉さんの中出し逆NTR】GカップDJ美女が逆ナンパ!! 禁断の寝取りドキュメント!! 柔らか過ぎるおっぱいで彼女持ちの素人男性を本気で誘惑! エロ優しいお姉さんの全力過ぎる痴女セックス!! 生ハメ挿入 & ちんぐり返し騎乗位でイキまくる!!!【NTRリバース】 ユウカさん 27歳 DJ（7月1日、プレステージプレミアム）
- あい (habj049)（7月25日、おっぱいちゃんず）
- 【納得の美貌×大色気マキシマム】表参道でVlog中のハイクラス美女とコラボ撮影!! 顔面偏差値SSS!! 反則レベルのG乳クレビBODYに確定演出チ●ポFULL勃起!! 究極ご奉仕、柔らかすぎるG爆乳でパイズリ性交!! おっぱい掴んで激しく●すノンストップガチ絶頂!! 喘ぎ鳴きコダマする中出しセックス3連発!!!【なまハメT☆kTok Report.68】【Meme】（8月12日、街角シロウトナンパ）
- メアリー（8月21日、渋録ch）
- 【超新星! 初回からW神乳回SP!】 新企画スタートッから奇跡の遭遇! 嵐を呼ぶ2人のエロ美女たちが登場!! 今回の裏垢美女は【ダブルG乳レべチ美女! スタイル最強SSSクラス!】 テラスで昼飲みエロ自慢→興味津々ヤリ基地へGO! キスだけで濡れ濡れ超敏感体質! 自慢の指テクで桃色マ●コから噴くわ、噴くわ大爆潮! この企画でしか見られないッ超豪華! 生パコ祭り! 膣奥オネダリ種付け精子6連発SP!! 【撮影OK #裏垢タダマン FILE01: のん & メアリー】（9月2日、街角シロウトナンパ）
- タチバナさん（9月3日、いんすた）
- Gカップの歯科衛生士をネムラセてヤる。ノリもよく、おっぱいも美人なヒ害者・めあり【意識混濁】（9月9日、ゲスヤミ）
- 【乱交】小柄巨乳小動物系ほの & 巨乳長身モデル系めあり（9月16日、ゲスヤミ）
- あい（10月3日、素人まっちんぐ）
- メアリーさん (ore970)（11月1日、俺の素人）
- 【メンエス盗撮】圧巻の美乳 & 美尻の贅沢ボディで客を翻弄してヌキにかかる痴女施術師が有無を言わさず騎乗位挿入を開始してしまい、主導権を握る制圧中出しSEXへと発展してしまう。#担当:メアリー（11月16日、ドキュメントdeハメハメ）
- メアリー（12月1日、Re:Fuck）
- める (instc513)（12月12日、いんすた）
- みづきち & めるるん (instc517)（12月24日、いんすた）
- のんちゃん（12月30日、ハメタバース）

- Mさん（1月26日、Buzzシロウト）
- 【年上の爆乳お姉さん】笑顔がキュートでエロさとのギャップに萌える!! キレかわ系美女とドキドキ甘々ハメ撮りセックス!! 優しくねっとり濃厚フェラチオ & 母性爆発パイズリご奉仕!! フル勃起チ●ポに跨がり騎乗位で杭打ちピストン!! ボリューミーなおっぱいを振り乱し朝までイキまくる4発射!!【性癖、ハメ撮り】【メイ】（2月23日、ハメ録ch）
- めありーさん (gerk576)（2月29日、ゲリラ）
- M.TACHIBANA (mcsf182)（5月9日、嗚呼、妄想）
- 大森（5月10日、素人盗撮倶楽部）
- ハーフ顔の神G乳ドえろボディ人妻が不倫旅行で中出しSEX!! ヨダレ多めな淫乱体質を駆使してローション代わりにチ〇コを唾液まみれに! 神乳パイズリに素股、ジュポフェラまで唾液技で不倫相手の精子を搾り取る!! 温泉で激ピス! からの部屋に戻って中出し! 浴衣に着替えてラストはご自慢のG乳に発射!!【メイ / 29歳 / 結婚5年目】（7月1日、MOON FORCE WIFE）
- 【成功者が抱くべき女】華がある上品顔でどスケベなボディライン、ほどよくあざとい仕草とツヤツヤの唇、チ●ポ挿れたらしっかり腹から喘ぎ声。どっからどう見てもイイ女。最高のエロかわ港区女子。 メアリー 歯科衛生士（7月9日、プレステージプレミアム）

- オルちゃん (ulch003)（6月27日、オルちゃん）

### イメージビデオ
- 女優が脱いでもつまらない! 元柔道選手でガードのお堅いHカップ爆乳美人マネージャーをハメちゃいました! 夏目ゆみ（2014年4月28日、オルスタックピクチャーズ）
- AV女優 橘メアリー（2021年3月26日、スパークビジョン）
- AV女優 ～セクシー女優10人のオナニー～（2022年12月26日、スパークビジョン）
- AV女優 ～10人の絶頂～（2024年1月26日、スパークビジョン）

### 写真集
- 蜜ぱら 橘メアリー（2024年9月13日、竹書房、撮影：マキハラススム）ISBN 978-4-8019-4104-5 [47]
- Grace 橘メアリー写真集（2025年7月28日、双葉社、撮影：富田恭透）ISBN 978-4-575-31990-3 [48]

### デジタル写真集
- SOD女子社員オールスターズ 淫乱OLの熟れ濡れ営業会議 週刊ポストデジタル写真集（2019年7月22日、小学館、撮影：西條彰仁）[49]
- 橘メアリー（2021年6月3日、スパークビジョン、撮影：タイガー）
- 記憶のメアリー 橘メアリー（2022年6月3日、プレステージ出版、撮影：C:TAKERU）※【グラビア写真集】と【ヌード写真集】の2種類あり。
- トリプルHAPPYキャンペーン2023電子ふぉとぶっく（2023年9月8日、FANZA BEAUTY COLLECTION）※FANZA限定配信。
- トリプルHAPPYキャンペーン2024 でじたるふぉとぶっく（2024年9月6日、FANZA BEAUTY COLLECTION）※FANZA限定配信。
- 【デジタル限定】橘メアリー写真集「しあわせのえくぼ」週プレ PHOTO BOOK（2025年2月26日、集英社、撮影：岡本武志）[50]

## 製品

### アダルトグッズ
オナホール
- 神フェラ クラシック 橘メアリー（2024年5月22日、SSI JAPAN）
- AVミニ名器 橘メアリー（2024年8月2日、日暮里ギフト）
- 新 熟女の星 橘メアリー（2024年12月18日、日暮里ギフト）

ローション
- 橘メアリーのAV名器汁ローション 80ml（2024年8月2日、日暮里ギフト）
- 日本のローション 橘メアリー 180ml（2024年12月12日、SSI JAPAN）
- 橘メアリーの淫臭愛液ローション 80ml（2024年12月18日、日暮里ギフト）

## 出演

### 映画
- 未亡人下宿? 谷間も貸します（2017年1月13日、オーピー映画） - 山城 美由紀 役[51][52]
- 名前のない女たち うそつき女（2018年2月3日、渋谷プロダクション）[53]
- 溢れる淫汁　いけいけ、タイガー（2019年5月24日、オーピー映画） - ジュン 役[54][55]
- スペース・エロス 乳からのメッセージ（2019年11月22日、オーピー映画）- 氷川冴子 役[56][57]
- 裸のタイガー エロス狩り（2022年2月11日、オーピー映画）

### オリジナルビデオ
- セクシャルダイナマイトヒロイン21 グラマラス・アテナ（2016年12月9日、ZENピクチャーズ）[58]
- 僕だけのプライベート・レッスン（2025年4月2日、ブリーズ）- 真希子 役[59]

### テレビ
- WILD ONE+VIBEBAR presents春のデンマ祭り2018（2018年4月20日、パラダイステレビ）[60][61]
- WILD ONE+VIBEBAR presentsデンマは恥丘を救う2018～淫乱美女軍団が生でイキまくり!（2018年9月14日、パラダイステレビ）[62][63]

### イベント
- GIGAスーパーヒロインショー「GIGAスーパーヒロインショーThe 6th」（2019年2月24日、新宿レフカダ）[64]
- 通販番組"スキモノラボ"公開収録「スキモノラボ5号店OPEN!! 令和元年もとばしていくよSP」（2019年5月18日、スキモノラボ）[65]
- SODギャル女子社員だらけのアゲアゲ☆夏祭り（2019年8月11日、SOD本社ビル）[66]
- SOD女子社員酒場台湾限定出店イベント（2019年11月15 - 16日、台湾・台北市）[67][68]
- ミルジェネLIVE箱推し企画『LIGHT編』MOON-LIGHT伝説 Vol.2（2024年1月25日、東京・三軒茶屋グレープフルーツムーン）[69]

### ネット配信
インターネット番組
- DTテレビ #79（2019年6月21日、AbemaTV）[注 2]
- YouTubeチャンネル「セクシー男優しみけんの奥までズブっと語ります」（2019年8月25日、YouTube）[注 3]
- YouTubeチャンネル「里美ゆりあちゃんねる」（2021年3月26日、YouTube）
- 新EXガールズオーディション（2023年1月31日 ‐ 3月25日、SPOOX EX）
- デスキスゲーム（2025年9月9日配信予定、Netflix）[71]

オンラインイベント
- オンラインクイズイベント「ゲオTV×メンズサイゾー セクシーパネルクイズ～ドアップ25～私は誰でしょう?」（2020年10月1日、ゲオTV）[注 4]
- 配信ライブ Live from Grapefruit Moon 「月で逢いましょう」
  - イベント#11（2021年5月1日、東京・世田谷・三軒茶屋グレープフルーツムーン）[74]
  - （2021年7月7日、東京・世田谷・三軒茶屋グレープフルーツムーン）